# 土佐北川駅
土佐北川駅（とさきたがわえき）は、高知県長岡郡大豊町久寿軒にある四国旅客鉄道（JR四国）土讃線の駅である。駅番号はD33。
本項では駅を内包しているトラス橋第三穴内川橋梁についても記述する。

## 歴史
- 1960年（昭和35年）10月1日：日本国有鉄道の駅として開業[3][4]。気動車の旅客のみを取り扱う駅員無配置駅[5]。
- 1986年（昭和61年）3月3日：防災のため土讃線の路線変更に伴い、大王信号場と統合する形で現在地に移転[3][6]。
- 1987年（昭和62年）4月1日：国鉄分割民営化によりJR四国の駅となる[3]。

## 駅構造
線路有効長250メートル、ホーム長さ95.0メートル、幅3.0メートル、上屋長さ7.7メートルで島式1面2線のホームを持つ。穴内川（吉野川の支流）に架かる鉄橋上に設置されている。ホームの幅は狭い。分岐器は、14番両開き（制限速度60Km/h）である。トイレがあったが撤去され無い。橋の下にある待合室には東海道新幹線開業時にホームで用いられていた0系を思わせる青色と白色のFRP製の椅子が設置されている。

### のりば
| のりば | 路線    | 方向 | 行先                 |
| ------ | ------- | ---- | -------------------- |
| 1      | ■土讃線 | 上り | 大歩危・阿波池田方面 |
| 2      | ■土讃線 | 下り | 土佐山田・高知方面   |

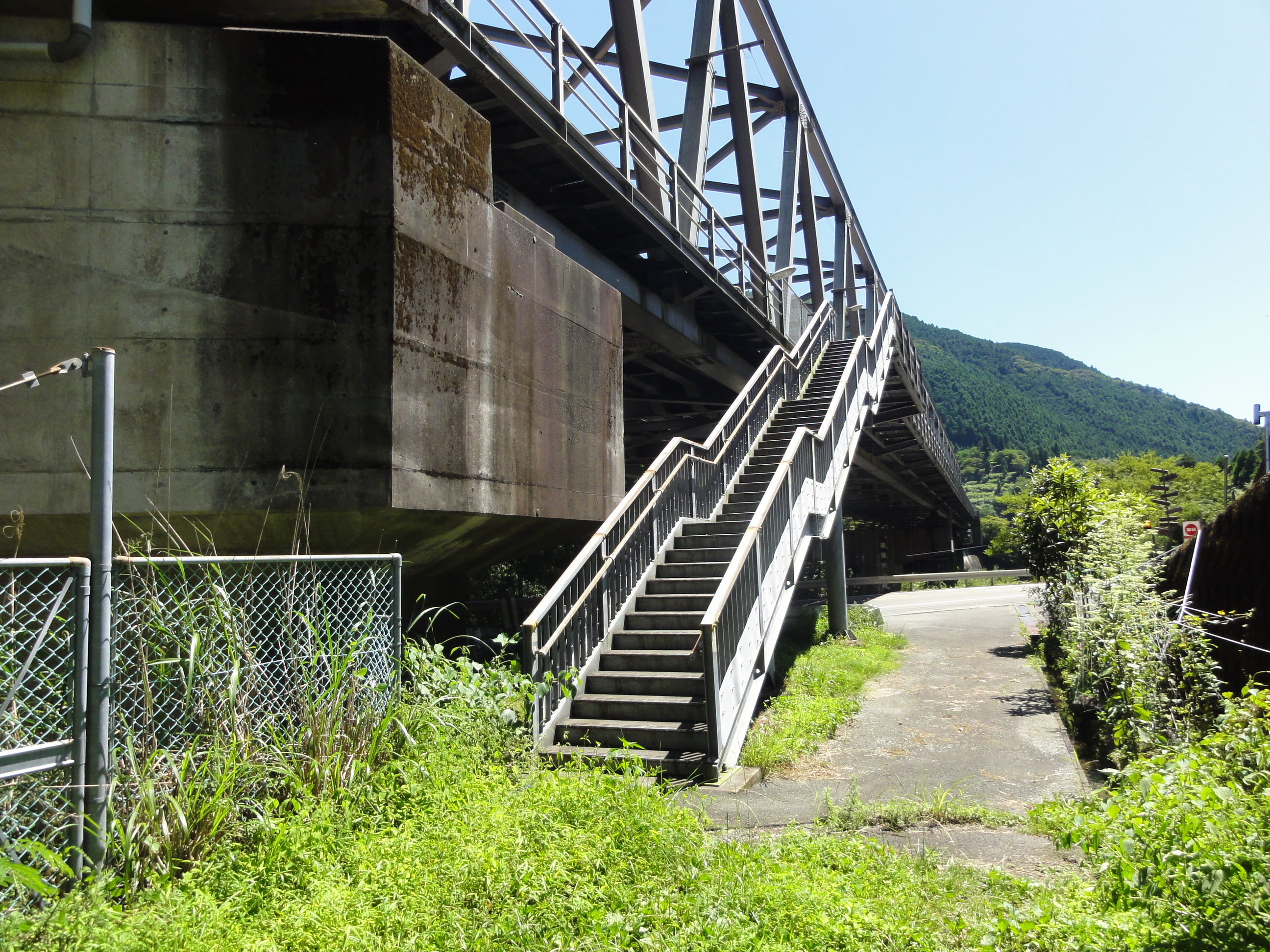
駅への連絡通路（2011年9月、国道32号側）
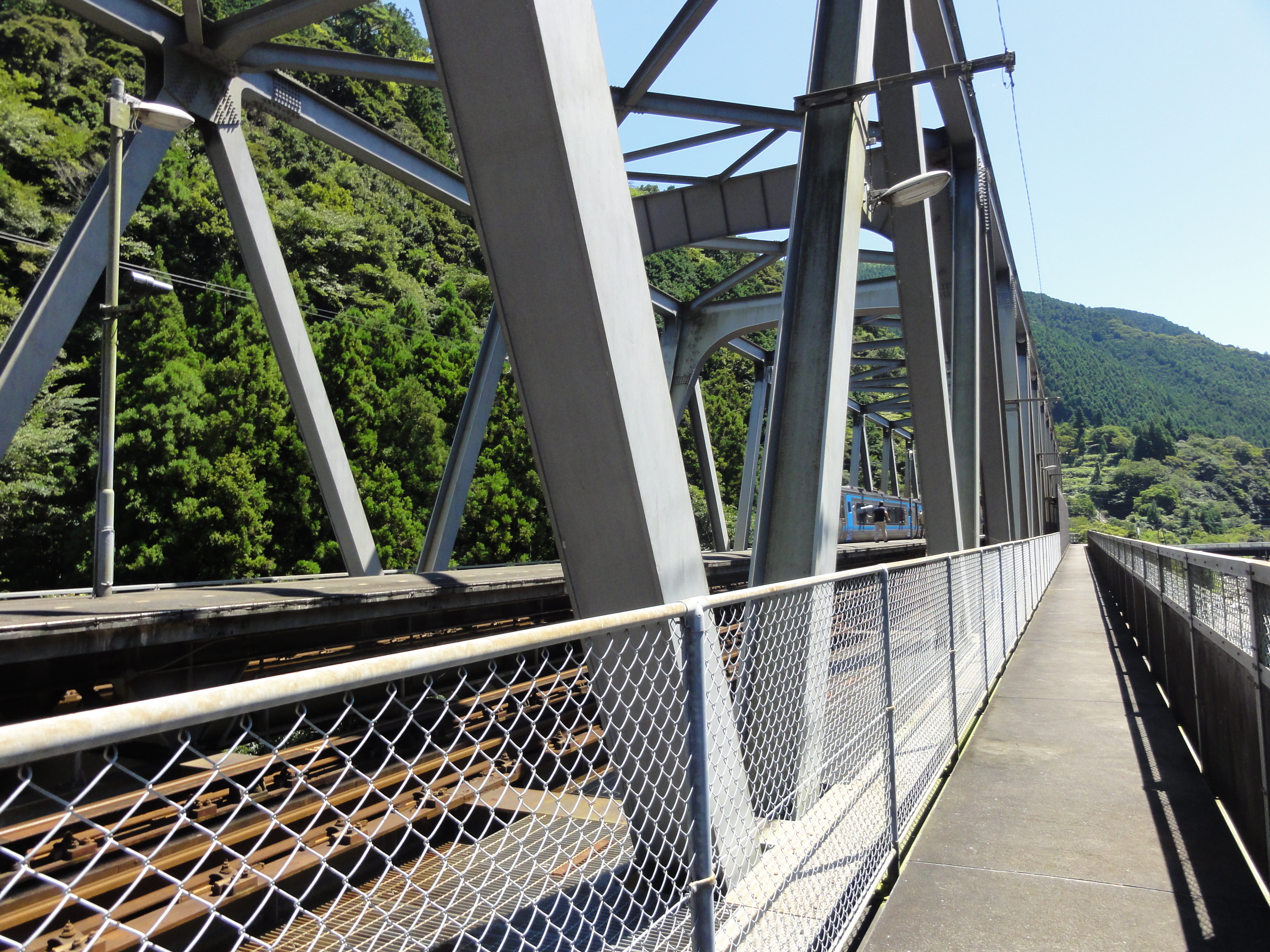
第三穴内川橋梁に沿って架けられた通路（2011年9月）
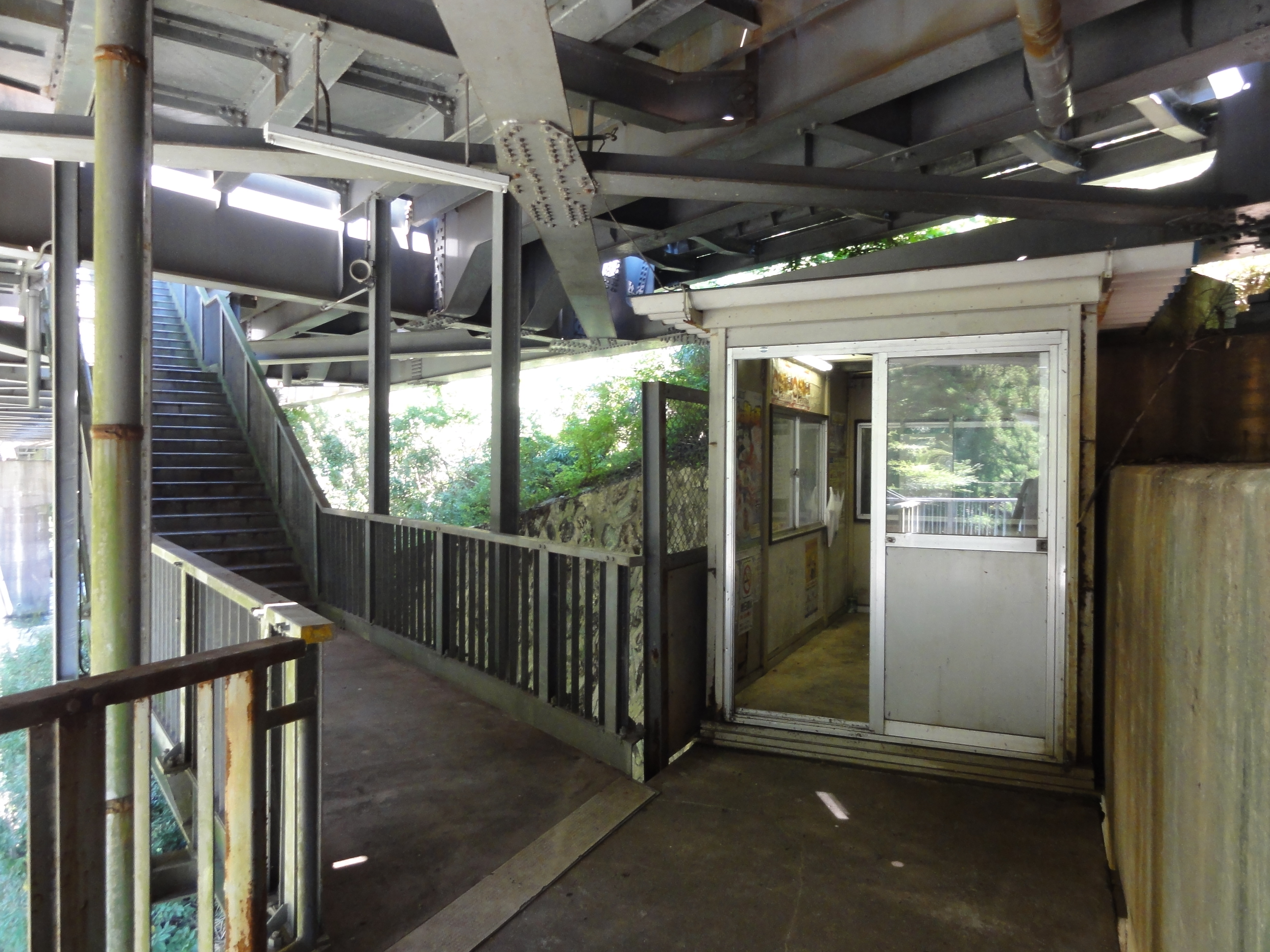
待合室（2011年9月）
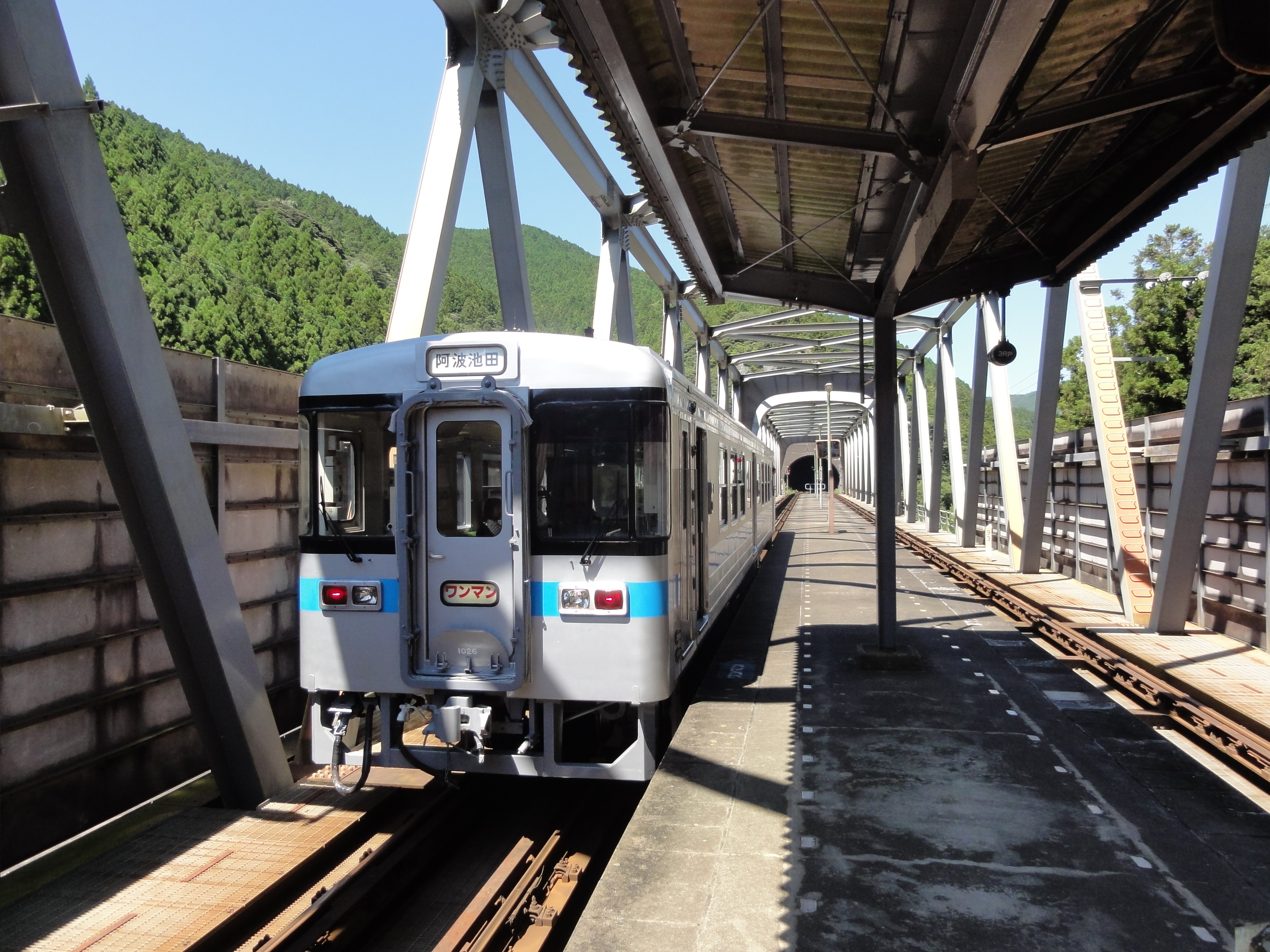
ホーム（2011年9月）

## 第三穴内川橋梁

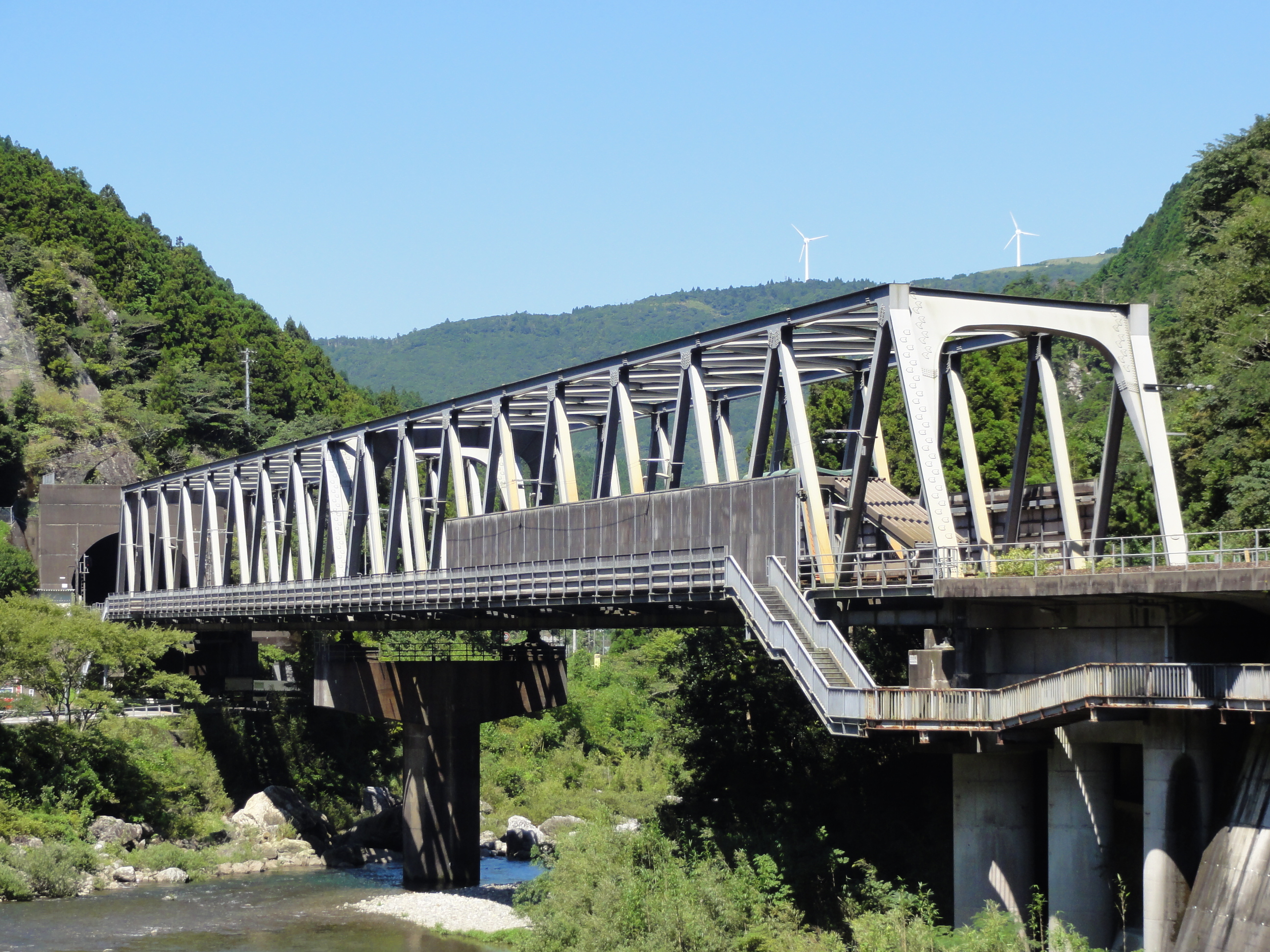
第三穴内川橋梁

度重なる土砂災害にも対応できるようにするための土讃線移設工事の一環で架橋されたトラス橋であり、当初から駅設備と一体的に設計され、開業当初から側道も整備された。

### 構造
大杉方に側径間として支間10.0メートルの鉄筋コンクリート単T桁が架設されており、反対の角茂谷方にホームが敷設されている。主構の外側には延長約50メートル、高さ約4.2メートルの耐風板が設置されている。穴内川を斜めに横断するためトラス橋には右60度の斜角が設けられている。主構高さは11.0メートルで平行弦トラスであり、プラットホームおよび列車交換用2線を設置するため幅も11.0メートルになっている。トラス部分にはワーレントラスが用いられ、部材の接合には溶接やハイテンションボルトが用いられている。軌道はトラスの縦桁に直接固定しており、バラストやスラブを用いていない。

### 施工
日本国有鉄道構造物設計事務所、日本国有鉄道大阪工事局、日本交通技術が設計を行い川田工業四国工場がトラスの製造を行った。大豊トンネルの出口に近接するうえに国道32号線がくぐる場所に敷設する必要があり、しかも穴内川は大雨によって増水が発生することが多く、足場を設けての施工が困難な場所であった。そのため、大杉方50メートル区間はトラッククレーンとベントを用いて、角茂谷方130メートル区間は上弦材の上にトラベラークレーンを設置して南に移動しながらそれぞれ架設した。場所打杭が用いられた基礎部は轟組によって1982年10月20日に着手され、1983年3月13日に竣功した。上部構造は1984年11月に準備工事が始まり、1985年7月に竣功した。トラスの架設作業は淵上工業が受注した。

## 駅周辺

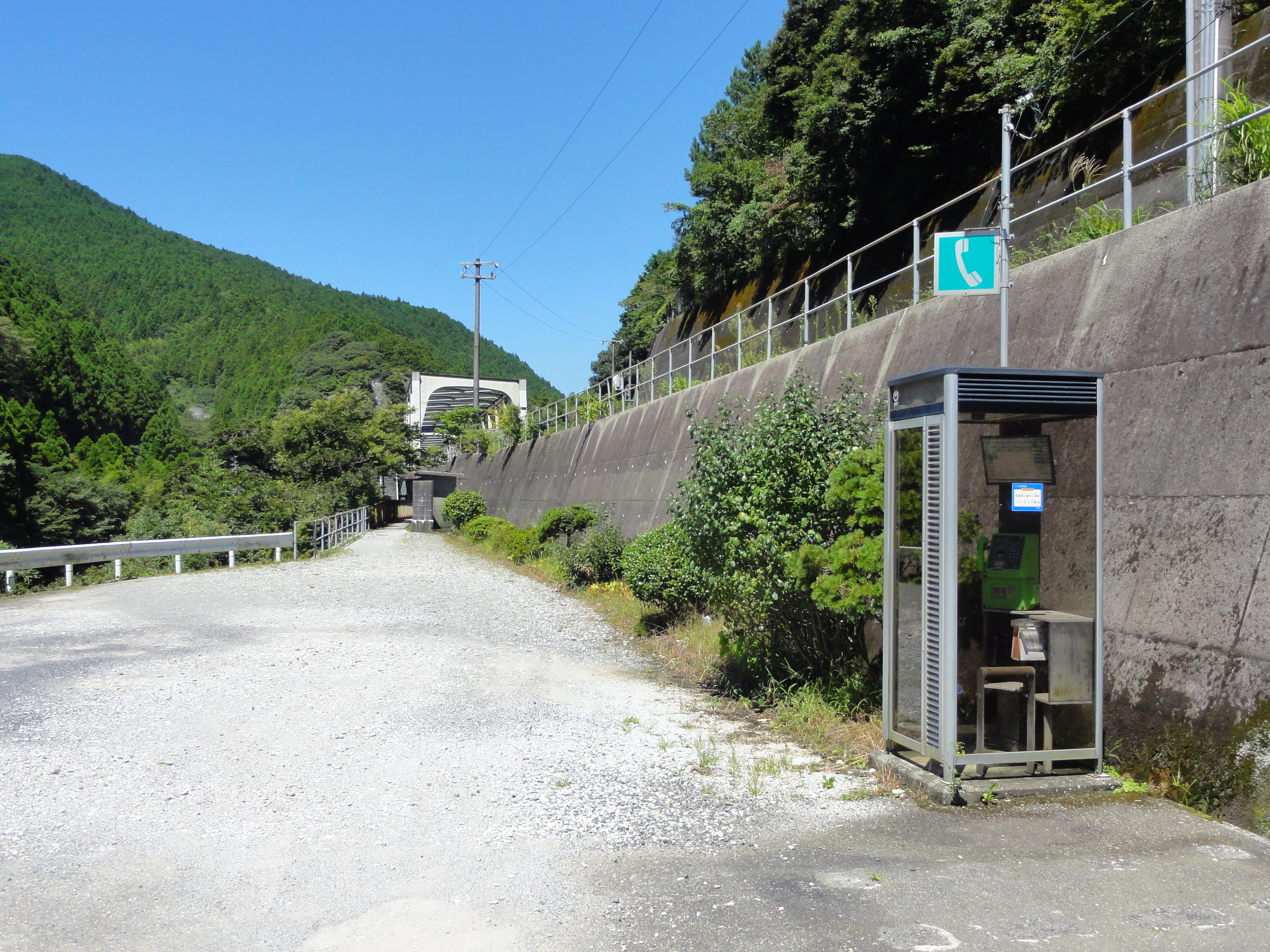
駅前（2011年9月）

- 国道32号
- 穴内川

## 隣の駅
四国旅客鉄道（JR四国）
■土讃線
■普通
大杉駅 (D32) - 土佐北川駅 (D33) - 角茂谷駅 (D34)